# EGO Airways
EGO Airways war eine italienische Fluggesellschaft mit Sitz in Mailand und Basis auf dem Flughafen Parma. Die Fluggesellschaft operierte von 2019 bis 2022.

## Geschichte
EGO Airways plante 2019 ihre erste Basis auf dem Flughafen Mailand-Malpensa aufzunehmen. Am 19. November 2020 erhielt die Fluggesellschaft ihr Luftverkehrsbetreiberzeugnis von der ENAC.
Der erste kommerzielle Flug war ein Charterflug von Neapel nach Amsterdam. Nach dem Scheitern der Linienflüge konzentrierte sich die Fluggesellschaft ab 2021 überwiegend auf Charterflüge (z. B. für Fußballvereine).
Im Dezember 2021 musste die Fluggesellschaft nach Konflikten mit German Airways ihr Flugzeug zurückgeben und infolgedessen ihren Betrieb einstellen.
Im Dezember 2022 wurde bekanntgegeben, dass man die Gesellschaft liquidieren werde.

## Ziele
EGO Airways plante, 11 Ziele im Linienbetrieb aufzunehmen. Dies scheiterte jedoch und die Gesellschaft musste sich auf den Charterverkehr konzentrieren.

## Flotte
| Flugzeugtyp | Anzahl | bestellt | Anmerkungen                                                | Sitzplätze |
| ----------- | ------ | -------- | ---------------------------------------------------------- | ---------- |
| Embraer 190 | 1      | 1        | von German Airways geleast; musste dieses aber zurückgeben | 100        |
| Gesamt      | 1      | 1        |                                                            |            |